# Arte da Babilônia

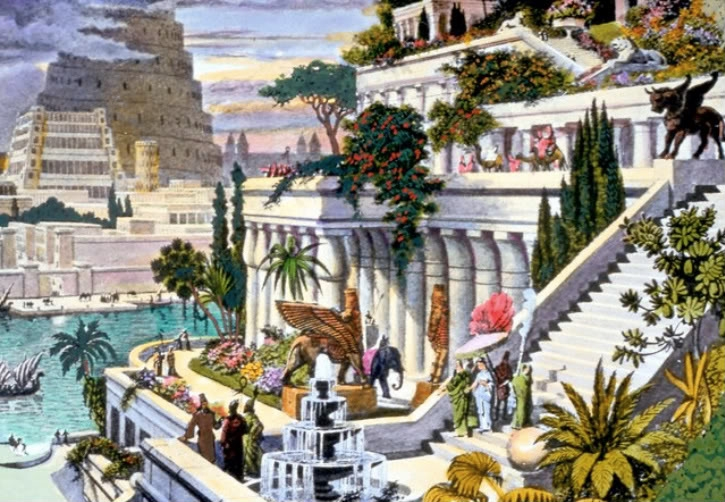
Os jardins suspensos da Babilónia, como imaginados por Martin Heemskerck

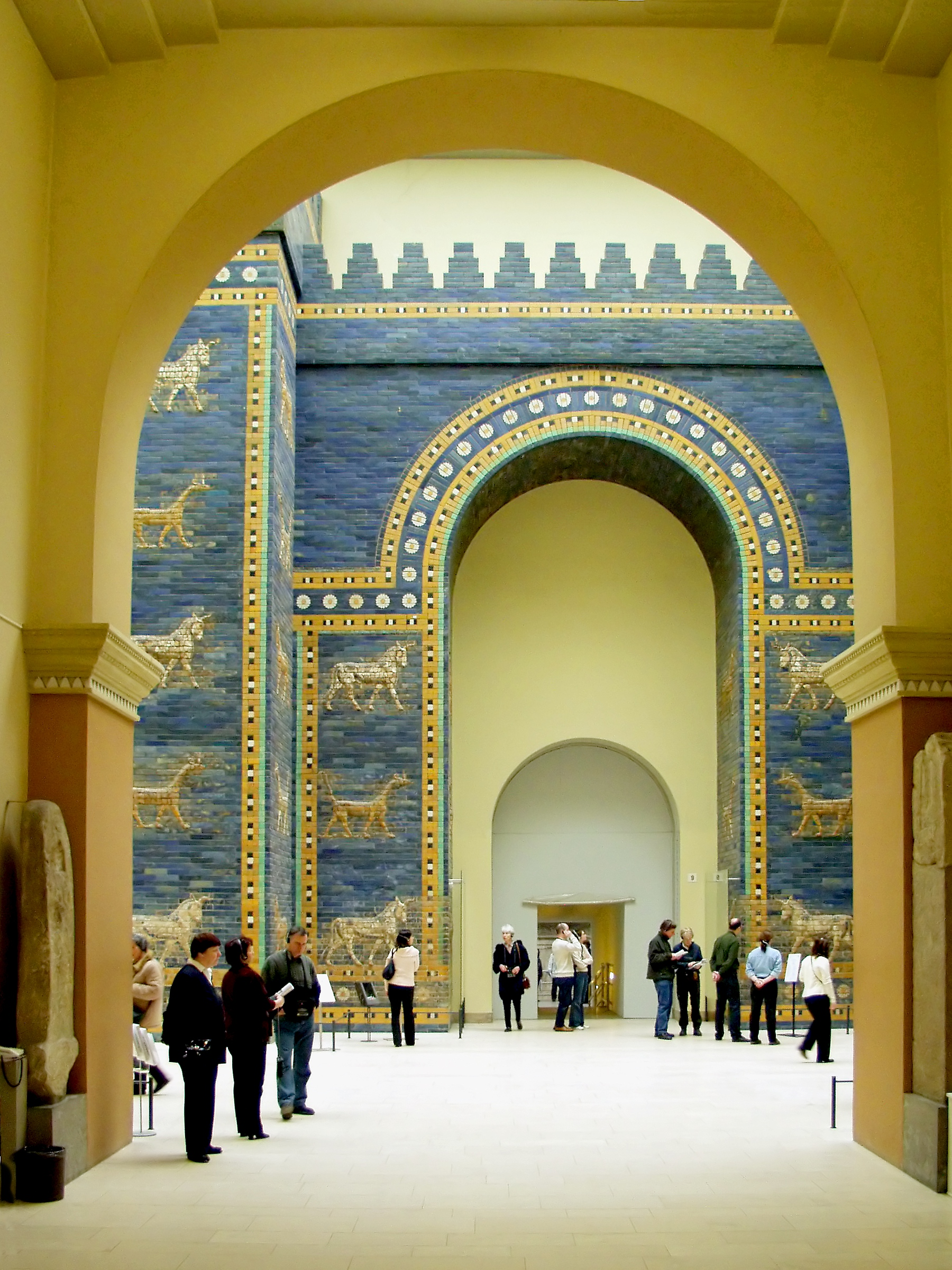
Porta de Istar reconstruída em museu alemão

A arte da Babilônia desenvolveu-se no reino antigo do Oriente Próximo. As ruínas estão próximas da cidade de Hila, no Iraque. Provavelmente, a cidade foi fundada no quarto milênio a.C., tornando-se o centro de um vasto império no século XVIII a.C., sob o reinado de Hamurábi. O povo babilônio mais antigo era herdeiro direto da civilização suméria, que inspirou a arte da sua primeira dinastia. A partir do século XVII a.C., a Babilônia foi dominada por outros povos e de 722 a 626 a.C. esteve sob o controle da Assíria. A Babilônia atingiu seu período de apogeu e prestígio depois de ter colaborado para a derrota dos assírios.
Nabucodonosor II, cujo reinado se estendeu de 605 a 562 a.C., reconstruiu a capital como uma das maiores cidades da Antiguidade e foi, provavelmente, o responsável pelos famosos jardins suspensos da Babilônia, dispostos de forma engenhosa em terraços elevados, irrigados por canais provenientes do rio Eufrates. A melhor visão do esplendor da arquitetura babilônica pode ser obtida através da Porta de Istar (575 a.C.) uma luxuosa estrutura de tijolos esmaltados reconstruída no Museu Staatliche, na antiga Berlim Oriental. Era a mais grandiosa das 8 portas que serviam de entrada para a Babilônia.